# Donda eurychlora
Donda eurychlora är en fjärilsart som beskrevs av Walker 1858. Donda eurychlora ingår i släktet Donda och familjen nattflyn. Inga underarter finns listade i Catalogue of Life.

## Bildgalleri

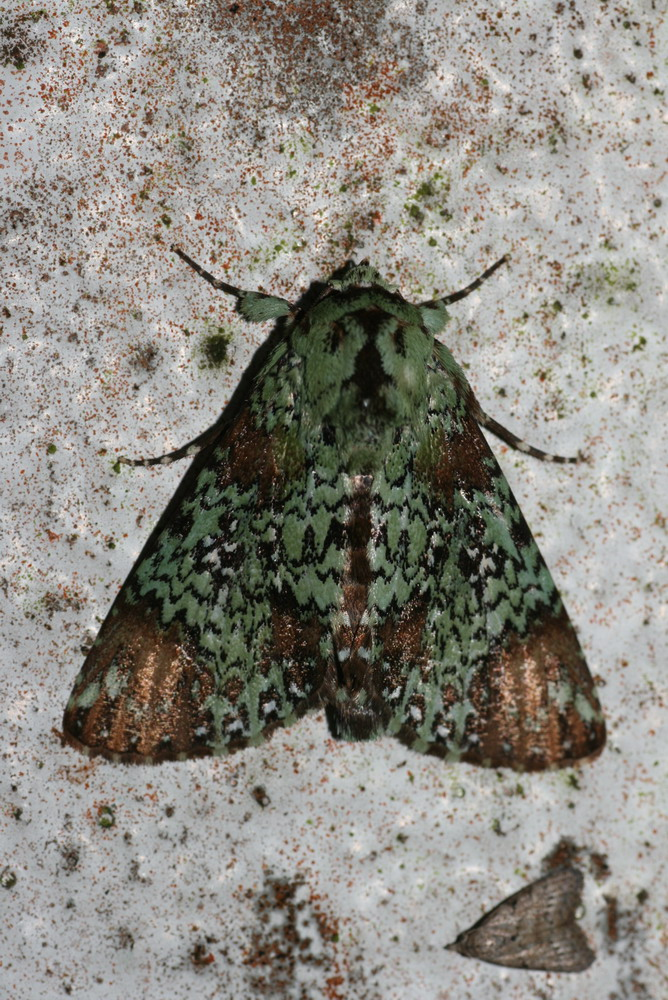